# Devil in a Blue Dress
Devil in a Blue Dress is een Amerikaanse neo noir film uit 1995 geregisseerd door Carl Franklin. De hoofdrollen worden vertolkt door Denzel Washington en Tom Sizemore.

## Verhaal
Easy Rawlins was een oorlogsveteraan uit de Tweede Wereldoorlog. In 1948 zoekt hij in Los Angeles een nieuwe job als privédetective om zijn hypotheek aftebetalen, maar hij heeft eigenlijk nog nooit gewerkt als privédetective. Hij moet voor 100 dollar op zoek gaan naar de ondergedoken Daphne Monet.

## Rolverdeling
| Acteur             | Personage        |
| ------------------ | ---------------- |
| Denzel Washington  | Easy Rawlins     |
| Tom Sizemore       | DeWitt Albright  |
| Jennifer Beals     | Daphne Monet     |
| Don Cheadle        | Mouse Alexander  |
| Maury Chaykin      | Matthew Terell   |
| Terry Kinney       | Todd Carter      |
| Mel Winkler        | Joppy            |
| Albert Hall        | Degan Odell      |
| Lisa Nicole Carson | Coretta James    |
| Jernard Burks      | Dupree Brouchard |

## Prijzen en nominaties
- 1995 - LAFCA Award
  - Gewonnen: Beste mannelijke bijrol (Don Cheadle)
- 1996 - Edgar
  - Genomineerd: Beste film
- 1996 - Image Award
  - Genomineerd: Beste film
  - Genomineerd: Beste actrice (Jennifer Beals)
  - Genomineerd: Beste mannelijke bijrol (Don Cheadle)
  - Genomineerd: Beste soundtrack
- 1996 - NSFC Award
  - Gewonnen: Beste mannelijke bijrol (Don Cheadle)
  - Gewonnen: Beste cinematograaf (Tak Fujimoto)
- 1996 - Screen Actors Guild Award
  - Genomineerd: Beste mannelijke bijrol (Don Cheadle)